# Biederitz
Biederitz er en forstadskommune til delstatshovedstaden Magdeburg, få kilometer øst for bygrænsen i landkreis Jerichower Land i den tyske delstat Sachsen-Anhalt. Bygrænsen til Magdeburg udgøres af den såkaldte Umflutkanal, der er en del af et større anlæg, der skal beskytte Magdeburg mod oversvømmelser fra Elben. Cirka 20 km. mod nordøst ligger landkreisens administrationsby Burg.

## Betydningfulde personer
I landsbyen Heyrothsberge blev den tidligere verdensmester i landevejscykling Gustav-Adolf Schur født 23. februar 1931, og han bor stadig i byen.
Ligeledes i Heyrothsberge blev biologen Christiane Nüsslein-Volhard født 20. oktober 1942. Hun fik i 1995 som den første tyske kvinde „Nobelprisen i medicin“.

## Weblinks
- Biederitz på Curlie (som bygger videre på Open Directory Project)